# Келли, Джон (продюсер)
Джон Ке́лли (англ. Jon Kelly) — британский музыкальный продюсер. Сотрудничал с Крисом Ри, The Damned, Кейт Буш, Pele, The Beautiful South, Prefab Sprout, Deacon Blue, Хезер Нова, The Levellers, Fish, Линси де Пол, Нольвенн Леруа.